# Ralf Peters (Fotograf)
Ralf Peters (* 1960 in Lüneburg) ist ein deutscher Fotograf.

## Leben
Ralf Peters studierte von 1982 bis 1983 an der Hochschule für Bildende Künste Braunschweig. 1984 studierte er an Ecole des Beaux Arts / Nîmes / Frankreich. Von 1985 an studierte er an der Akademie der Bildenden Künste München. Das Studium schloss er 1991 ab.

## Allgemeines zum Werk
Ralf Peters begann seine künstlerische Arbeit mit politisch orientierten Gemälden. Seit 1987 arbeitete er im Bereich situative Plastiken, Rauminstallation und Einzelobjekten. Ab dem Jahr 1994 entstand die Werkgruppe 64 Modelle, die dem Künstler durch Ausstellungen unter anderem in dem Haus der Kunst in München und der Kunsthalle Hamburg erste Aufmerksamkeit brachte. 1998 wendet sich Ralf Peters der Fotografie zu. Es entstand die erste konzeptionelle fotografische Serie "Tankstellen", mit einer konzeptionellen Anlehnung an Künstler wie ed Ruscha und Edward Hopper. Peters hat keine auf die Fotografie ausgerichtete Ausbildung, sondern nähert sich dem Medium von einem konzeptionellen Standpunkt. Von Beginn an nutzt er die Möglichkeiten der digitalen Bildbearbeitung und begreift das Fotografische Material als zu bearbeitendes Ausgangsmaterial. Das Changieren zwischen manipulierter Fotografie und dokumentarischer Fotografie wird für sein Werk kennzeichnend. Seine dokumentarischen Werke erscheinen dem Betrachter vor dessen eigenem Erfahrungshorizont als digital bearbeitete Fotografien.
Ralf Peters war Mitglied im Deutschen Künstlerbund.

## Kunstmarkt
Ralf Peters Werke befinden sich im Besitz internationaler Museen, Unternehmen und privater Sammlungen. Er wird exklusiv von der Galerie Bernhard Knaus Fine Art in Frankfurt vertreten. Seine Werke sind auch bei den folgenden Galerien erhältlich: Galerie Andres Thalmann, Zürich, Schweiz; Diana Lowenstein Gallery, Miami; USA, Base Gallery, Tokio, Japan; Galeria Torbandena, Triest, Italien.

## Einzelausstellungen
- 2022 THINGS BEHIND THINGS (mit Marten Schech), Bernhard Knaus Fine Art, Frankfurt am Main[2]
- 2018 Flying Balances, Galerie Carina Andres Thalmann, Zürich;  Ralf Peters, Galerie Martin Mertens, Berlin (mit Tessa Verder)
- 2017 Winter / Keen Insight, Bernhard Knaus Fine Art, Frankfurt am Main[3]
- 2017 "Zwischen Nacht und Tag" Kunsthalle Wilhelmshaven
- 2014 Keen Insight, Bernhard Knaus Fine Art, Frankfurt am Main[4]
- 2011 Galerie Andres Thalmann, Zürich
- 2011 Night Colors, Bernhard Knaus Fine Art, Frankfurt am Main[5]
- 2011 Diana Lowenstein Fine Arts, Miami, USA
- 2010 Fotomuseum im Münchner Stadtmuseum, München
- 2009 Base Gallery, Tokyo, Japan
- 2008 Diana Lowenstein Fine Arts, Miami, USA
- 2008 24 Hours, Bernhard Knaus Fine Art, Frankfurt am Main[6]
- 2007 Kunstverein Mannheim, Mannheim
- 2005 Diana Lowenstein Fine Arts, Miami, USA
- 2004 Kunsthalle Wilhelmshaven (K); Galerie Bernhard Knaus, Mannheim (K); Museum Schloss Agathenburg (K); Kunstverein Grafschaft Bentheim (K); Galerie der Stadt Nordhorn (K)
- 2003 Galerie Mosel + Tschechow, München
- 2001 Kunstverein Springhornhof/Neuenkirchen (K); Galerie Mosel & Tschechow; Kunstverein Recklinghausen (K)
- 2000 Kunstverein Heidenheim; Kulturforum Lüneburg; Galerie Dörrie * Priess Hamburg
- 1998 "Open Sudies" Galerie Mosel & Tschechow, München (K)
- 1996 Galerie Raffl / Meran (Italien) "Hundert Meisterwerke"
- 1995 Kunstforum Lenbachhaus / München (K); Galerie der Stadt Nordhorn (K)
- 1994 Kunstverein / Nürnberg (K) (with Gerhard Winkler); Galerie Mosel & Tschechow / München (K); Förderkoje Cologne Art Fair / Galerie Mosel Tschechow
- 1993 Ladengalerie Lothringerstraße München (K)
- 1992 Museum für das Fürstentum Lüneburg (K)

## Gruppenausstellungen (Auswahl)
- 2024 on architecture, Gruppenausstellung mit Hams Klemens, Dean Monogenis, Renato Nicolodi, Eamon O Kane, Ralf Peters, Daniel Rich, Marten Schech, Lucy Williams, Thomas Wrede, Bernhard Knaus Fine Art, Frankfurt[7]
- 2022 Identität nicht nachgewiesen, Kunst- und Ausstellungshalle der Bundesrepublik Deutschland, Bonn, D (K)
- 2022 Nachts Fotografische Erkundungen zwischen den Abend- und Morgenstunden, Kunstmuseum Dieselkraftwerk, Cottbus[8]
- 2018 Lichtempfindlich 2, Fotografie aus der Sammlung Schaufler, Schauwerk Sindelfingen (bis 2020); Die Nacht. Alles außer Schlaf, Museum für Kommunikation, Frankfurt; Lichte Momente, Stadthaus, Ulm; Schlaf, Vögele Kultur Zentrum, Freienbach, Schweiz; Die Nacht. Alles außer Schlaf, Museum für Kommunikation, Nürnberg
- 2017 Lichtempfindlich 2, Fotografie Aus Der Sammlung Schaufler - SCHAUWERK Sindelfingen
- 2017 Die Nacht. Alles außer Schlaf, Museum für Kommunikation, Berlin
- 2016 Speed, Helmholz Zentrum Berlin, Berlin
- 2015 25 th anniversary, Diana Lowenstein Fine Arts, Miami
- 2012 12.12.12, Bernhard Knaus Fine Art, Frankfurt;100 Meisterwerke – Inszenierte Malerei im Raum, Kunsthalle Wilhelmshaven; Ästhetik der Natur, Altana Kulturstiftung
- 2011 Unscharf -nach Gerhard Richter, Kunsthalle Hamburg
- 2010 Es werde Dunkel!, Nachtdarstellungen in der zeitgenössischen Kunst Stadtgalerie Kiel; Kunstmuseum Mülheim an der Ruhr in der Alten Post; "Ziel: Wilhelmshaven", Kunsthalle Wilhelmshaven
- 2009"Es werde Dunkel!, Nachtdarstellungen in der zeitgenössischen Kunst", Städtische Galerie Bietigheim-Bissingen; "Patterns in Nature", Städtische Galerie Neunkirchen; "Patterns in Nature", Bernhard Knaus Fine Art, Frankfurt
- 2007 "More than meets the eye", Collection Deutsche Bank, Museo de Artes Modernas, Lima, Peru; "Die Liebe zum Licht", Museum Bochum[9]; "More than meets the eye", Collection Deutsche Bank, Fundación Cultural Plaza, Mulato Gil de Castro, Santiago de Chile, Chile; "More than meets the eye", Collection Deutsche Bank; "More than meets the eye", Collection Deutsche Bank, Pabellon de las Bellas Artes, Pontificia Universidad Católica, Buenos Aires, Argentinien; Kunsthalle Tübingen, "Kopf an Kopf. Serielle Porträtfotografie"; STATEMENT, Bernhard Knaus Fine Art, Frankfurt, Deutschland
- 2006 "Salon Lessing (1), Artists for Miroslav Tichy, Zürich; "Lead Award", Deichtorhallen, Hamburg; "More than meets the eye", Collection Deutsche Bank, Marco Museum, Monterrey, Mexiko; "Polemos", Fortezza di Gavi, Italien; "More than meets the eye", Collection Deutsche Bank, Colegio de San IlDefonso, Mexiko-Stadt; "More than meets the eye", Collection Deutsche Bank, Museo del Banco de la Republica, Bogota, Colombia; "Die Liebe zum Licht" Kunstmuseum Celle (Robert-Simon-Stiftung); "Die Liebe zum Licht" Städtische Galerie, Delmenhorst
- 2005 Städtische Galerie im Rathauspark, Gladbeck; Diana Lowenstein Fine Arts, Miami, USA
- 2004 Landschaft + Stillleben", Internationale Tage Ingelheim; Sammlung der HVB, Kunsthaus Hamburg; "Dreamscapes", Aeroplastics Contemporary, Brüssel
- 2003 "Summer Holiday", Galerie Bernhard Knaus, Mannheim; "Ornament...oder die neue Lust am Verbrechen in der zeitgenössischen Kunst ", Kunsthalle Wilhelmshaven; Luitpold Lounge München
- 2001 "close up" Kunstverein Hannover; "Nightscapes" Stadthaus Ulm (K); "Trade" Fotomuseum Winterthur und Fotoinstitut, Rotterdam
- 2002 "smax®" Villa de Bank Enschede NL (K); Zeitgenössische Deutsche Fotografie der Alfried Krupp von Bohlen und Halbach-Stiftung, Museum Folkwang (K); Staatliches Kunstmuseum Kunsthalle Arsenal Riga; Staatliches Russisches Museum, Abteilung für Zeitgenössische Kunst St. Petersburg
- 2000 "close up" Kunstverein Freiburg, Kunstverein Baselland (K); "ein|räumen" Hamburger Kunsthalle / Galerie der Gegenwart (K); "11 Positionen. Fotografie" Hans-Thoma-Gesellschaft Reutlingen
- 1998 Griffelkunst" Altonaer Museum, Hamburg (K)
- 1996 Biennale der Stadt Aalst "Utopia", Belgien (K)
- 1995 Förderpreise 1995, Lothringerstraße, München (K)
- 1994 "Interior States" Henrietta House, London; "Scharf im Schauen", Haus der Kunst, München (K)
- 1993 "Die Mysterien finden im Hauptbahnhof statt,...", Galerie Mosel & Tschechow, München; "hier & there", Goethe-Institut, London
- 1992 "Fotografie", Akademie München (K); "Modell", Ritterwerke / München (K)

## Preise
- 2009 Kunstpreis des Lüneburgischen Landschaftsverbandes
- 2002 Dr. Hedwig-Meyn.Preis
- 2002 Arbeitsstipendium Niedersachsen
- 2001 Förderpreis Niedersachsen
- 1999 Niedersächsisches Jahresstipendium
- 1998 "Deutscher Fotopreis"; Alfried Krupp von Bohlen und Halbach-Stiftung
- 1997 Schloss Bleckede / Niedersachsen (Jahresarbeitsstipendium)
- 1995 Kunstpreis der Stadt Nordhorn
- 1995 Förderpreis für Bildende Kunst der Landeshauptstadt München
- 1994  Steiner Stiftung / München
- 1994–95 Jahresstipendium DAAD / London

## Sammlungen (Auswahl)
- SCHAUWERK Sindelfingen, Privatsammlung Schaufler
- Speyer Family Collection, New York
- ALTANA AG Art Collection, Frankfurt, Deutschland
- Central Versicherung, Köln, Deutschland
- Deutsche Bank Collection, Frankfurt, Deutschland
- Deutsche Ärztekammer, Berlin, Deutschland
- DIBA Bank, Frankfurt, Deutschland
- Hypo Vereinsbank, München, Deutschland
- Lenbachhaus München, Deutschland
- UBS Bank, Zürich, Schweiz
- UBS Bank, Mailand, Italien
- Von Dürkheim Collection, London, England
- Kunstsammlung der Bundesrepublik Deutschland